# Groupe de sécurité de proximité

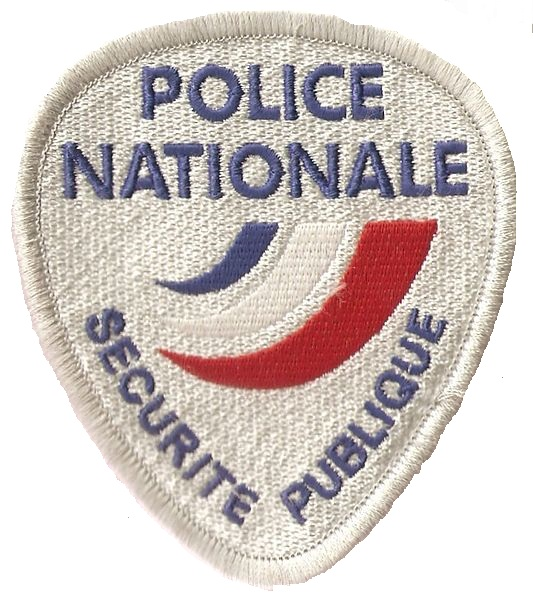

Pour les articles homonymes, voir GSP.
Les groupes de sécurité de proximité (GSP) sont des forces d’appui et de projection de la Police nationale française, rattachés localement à des commissariats.
Les gradés et gardiens œuvrant en GSP travaillent en tenue d’uniforme ou en tenue civile selon leur mission. Généralement, les GSP travaillent sur des tranches horaires fortement affectés par la délinquance et la criminalité (après-midi, début de soirée). 
Ces groupes d'appui ont pour objectif de lutter contre la délinquance de proximité sur une circonscription de sécurité publique. Ils ont également pour mission d’entretenir des relations de confiance avec les commerçants et d’être proches de la population sur le secteur qui leur est dévolu. Ils sont implantés dans les commissariats disposant d’effectifs suffisant.

## Missions
Les missions des GSP sont, :
- recherche de flagrant délit.
- lutte contre la délinquance de proximité.
- appui aux policiers des brigades de roulement.
- appui lors des services d'ordre.

Les unités d'appui travaillent dans des véhicules banalisés ou sérigraphiés, en tenue civile ou en uniforme. Le but de ce service est d'accentuer les missions de lutte contre la délinquance de proximité, de travailler en collaboration avec les BAC et d'assister les brigades de police secours en cas de nécessité.
Plus récemment, certains GSP sont également entraînés et équipés pour intervenir en cas de tuerie de masse en tant qu'unité intermédiaire en compagnie des BAC et des PSIG-SABRE.

## Tenues et insignes
Selon les commissariats, les GSP peuvent être dotés soit d'un uniforme de service générale, d'une combinaison bleu foncé de type BAC ou d'une tenue maintien de l'ordre identique à celles des Compagnies départementale d'intervention.
Ces fonctionnaires peuvent travailler en tenue civile selon les missions qui leur sont confiés.
Sur accord de leur chef de service, les GSP peuvent également posséder un écusson personnalisé représentant généralement un emblème ou un animal qui pourra remplacer leur écusson « Sécurité Publique ».

## Armements et équipements
Les fonctionnaires de cette unité possèdent en matériel de dotation individuel le Pistolet semi-automatique de marque Sig-Sauer SP 2022, d'une paire de menottes administratives ainsi qu'un gilet pare-balle à port discret.
Ils ont également à leur disposition différents matériels spécifiques selon leur mission et leur habilitation tel que :
- Bâton télescopique de défense ou Tonfa
- Aérosol de défense individuel de type gaz lacrymogène
- Pistolet à impulsion électrique
- Lanceur de balle de défense
- Lance Grenade Cougar
- Grenade lacrymogène MP7
- Grenade de désencerclement
- Bouclier antiémeute
- Casque de maintien de l'ordre avec visière
- Pistolet-mitrailleur HK UMP 9
- Fusil d'assaut modèle HK G36 KP2 pour certains GSP habilités
- Gilets pare-balle lourds
- Bouclier balistiques
- Casque balistique avec visière